# Vineland, New Jersey
Vineland, New Jersey là một thành phố thuộc quận Cumberland trong bang New Jersey, Hoa Kỳ. Thành phố có tổng diện tích km², trong đó diện tích đất là km². Theo điều tra dân số Hoa Kỳ năm 2010, thành phố có dân số 60.724 người.
Vineland, Millville và Bridgeton ba chính của vùng thống kê đô thị chính Vineland-Millville-Bridgeton trong đó bao gồm ba thành phố và tất cả các quận Cumberland cho mục đích thống kê.
Vineland ban đầu được kết hợp như quận theo một đạo luật của cơ quan lập pháp New Jersey vào ngày 28 tháng 5 năm 1880, từ các phần của Landis Township, dựa trên các kết quả của một cuộc trưng cầu tổ chức ba ngày trước đó. Ngày 01 tháng 7 năm 1952, quận Vineland và thị trấn Landis đã được sáp nhập để hình thành thành phố Vineland, dựa trên các kết quả của một cuộc trưng cầu tổ chức vào ngày 5 tháng 2 năm 1952.